# Плато Меридиана
Плато Меридиана (лат. Meridiani Planum) — обширная равнина, находящаяся в 2 градусах к югу от экватора Марса (с центром в точке с координатами 0°12′ с. ш. 357°30′ в. д. / 0,2° с. ш. 357,5° в. д.), на западной части Земли Меридиана. Здесь находится редкий серый кристаллический гематит. На Земле гематит чаще всего образуется в горячих источниках или же в стоячих водоёмах, поэтому большинство учёных полагает, что гематит на плато Меридиана может свидетельствовать о существовании древних горячих источников или о наличии жидкой воды на поверхности Красной планеты. Гематит является частью слоистых осадочных пород толщиной от 200 до 800 метров. Другие особенности плато Меридиана включают в себя вулканический базальт и множество ударных кратеров.

## Марсоход Оппортьюнити, резюме
В 2004 году на плато Меридиана совершил успешную посадку марсоход Оппортьюнити. Плато Меридиана также было выбрано местом посадки для марсохода космического аппарата Mars Surveyor 2001, запуск которого отменили после неудач с искусственным спутником Марса Mars Climate Orbiter и автоматической марсианской станцией Mars Polar Lander.
Результаты исследований марсохода Оппортьюнити показывают, что место посадки ровера в течение долгого времени находилось в жидкой воде, возможно в очень солёной и кислотной. Об этом свидетельствует большое содержание в почве сферической гальки, пустот внутри скал, содержание в больших количествах сульфата и сульфата магния, а также других минералов, например, ярозита.

## Изучение горных пород и открытие минералов
Оппортьюнити обнаружил, что почва на плато Меридиана схожа с почвой в кратере Гусева и долине Арес, однако во многих местах плато Меридиана почва была покрыта круглыми, твердыми, серыми шариками, прозванными «черникой». Было обнаружено, что «черника» почти полностью состоит из минерального гематита. После дальнейших исследований было решено, что «черника» сформировалась именно в водной среде. С течением времени концентрация гематита изменялась. Большая часть почвы состоит из оливино-базальтового песка, но не из местных пород. Песок, возможно, ветром был перенесен из других мест Красной планеты.
- Снимок микроскопической камеры (MI) ровера, показывает блестящие, сферические объекты на стенках траншеи.
- «Черника» (гематит) на скалистом обнажении в кратере Игл.
- Отверстие в камне «Berry Bowl».
- Тонкие пласты горных пород, не все параллельны друг другу.

## Минералы
Мёссбауэровский спектр (проведённый спектрометром MIMOS II) пыли, скопившейся на магнитах, установленных на корпусе марсохода выявил, что основными её составляющими являются частички титаномагнетита, а не просто магнетита, как считалось ранее. Также было обнаружено небольшое количество оливина, что свидетельствует от том, что планета долгое время находилась в засушливом климате. С другой стороны, небольшое количество гематита в грунте означает то, что в прошлой истории Марса присутствовала жидкая вода. Ещё одним доказательством в пользу этой гипотезы служит то, что инструмент истирания камней (RAT) «Оппортьюнити» с большей лёгкостью проделывал углубления в скалах — исходя из этого учёные предположили, что горные породы на плато Меридиана менее твёрдые, чем в кратере Гусева, который исследовал марсоход «Спирит».

## Минералы коренных пород
Несколько камней были видны на поверхности, где совершил посадку «Оппортьюнити», но коренная порода, которая имелась на стенках кратера Игл, была осмотрена набором инструментов марсохода. Её классифицировали как осадочную, с высоким содержанием серы, кальция и сульфата магния. Некоторые из сульфатов, также могут присутствовать в коренной породе, например: кизерит, сульфат кальция (ангидрит), бассанит, гексагидрит, эпсомит и гипс. Из солей — это галит, бишофит, антарктицит, астраханит, вантгоффит, также могут присутствовать в грунте.
Породы, содержащие сульфаты, имели лёгкие тона по сравнению с изолированными породами и породами, исследованными спускаемыми аппаратами/марсододами в других местах Марса. Светлые тона в спектре пород, содержащие гидратированные сульфаты, были похожи на спектры, обнаруженные тепловым эмиссионным спектрометром (англ. TES), находившемся на борту космической станции Mars Global Surveyor. Схожие спектры пород встречаются на большой площади, поэтому считается, что вода текла по обширным территориям, а не только в области, изученной марсоходом «Оппортьюнити».
Рентгеновский спектрометр альфа-частиц (APXS) марсохода обнаружил достаточно высокую концентрацию фосфора в скалах. Подобная высокая концентрация фосфора была обнаружена и в других местах, например, в кратере Гусева и долине Арес, таким образом, была выдвинута гипотеза, что мантия Марса может быть богата фосфором. Минералы в горных породах могут образоваться в результате кислотного выветривания базальта. Поскольку растворимость фосфора напрямую зависит от растворимости урана, тория и других редкоземельных металлов, поэтому все эти элементы должны быть обогащены в горных породах.
Когда «Оппортьюнити» достиг края кратера Индевор, вскоре он обнаружил белую жилу, которая позже была идентификацирована как чистый гипс. Она была сформирована, когда вода, несущая раствор гипса, осадила этот минерал в трещинах горной породы. Снимок справа показывает данную жилу, позже названную «Homestake».

## Свидетельства о наличии воды в прошлом
Изучение горных пород на плато Меридиана дало убедительные доказательства в пользу прошлой деятельности воды. Минерал под названием ярозит, образующийся только в воде, был обнаружен во всех типах почв, исследованных марсоходом Оппортьюнити. Это открытие доказало, что вода когда-то существовала на плато Меридиана. Кроме того, некоторые породы сформировались в виде пластин (слоёв), отточить эти формы помогла протекающая по ним вода. Первые такие пластины были найдены в камне под названием «The Dells».
Пустые карманы в породе известны геологам как «Пустоты» (Vugs). Пустоты образуются, когда кристаллы, формируясь в горной породе, выветриваются посредством эрозионных процессов. Некоторые из таких пустот имеют дискообразные формы, что соответствует определённым типам кристаллов, в основном, сульфатам. Концентрация брома в скалах сильно варьируется, вероятно, потому, что он хорошо растворяется. Вода, возможно, успевала сконцентрироваться в почве, до того момента, когда бром начинал испаряться. Другим объяснением в изменении концентрации брома, можно считать воздействие ночного мороза, сразу же после замерзания воды (образуя тонкую корку льда), в определённых местах она начинала вытеснять менее плотный бром.
- Пустоты в скале.
- Пласты (слои) горных пород в месте под названием «Каратепе».

## Камни
Изучение найденного камня под названием «Баунс», показало, что он был выброшен из кратера во время удара. Его химический состав отличался от химического состава коренных пород этого места. Содержащий в основном пироксены и плагиоклазы, без наличия оливина, по своему химическому составу был похож на метеорит EETA 79001, как известно, прилетевший с Марса.

## Метеориты
Марсоход Оппортьюнити нашел несколько метеоритов, лежащих на равнинах. Метеорит «Heat Shield Rock» (находившийся рядом с обломками теплозащитного экрана марсохода), стал первым метеоритом, исследованным при помощи инструментов ровера. Изученный сразу несколькими инструментами: Тепловым Эмиссионным Спектрометром (Mini-TES), Мессбауэровским и Альфа-Протон-Рентгеновский спектрометром; метеорит классифицировали, как железный метеорит IAB группы. Альфа-Протон-Рентгеновский спектрометр определил, что метеорит на 93 % состоял из железа и на 7 % из никеля. Камень под названием «Fig Tree Barberton» определили как каменный или железо-каменный метеорит, в то время как метеориты под названием «Allan Hills» и «Zhong Shan» могут быть только железными.
- Основной обломок, позади виден метеорит «Heat Shield Rock».
- Метеорит «Heat Shield Rock».
- Метеорит «Block Island».

## История геологии
Наблюдения за плато Меридиана говорит о том, что вся её территория находилась в воде, которая несколько раз высыхала и испарялась. В этом повторяющемся процессе образовались сульфаты. Из остатков сульфатов сформировался гематит, концентрация которого выросла при взаимодействии с водой. Некоторые из сульфатов образуются в больших кристаллах, позже растворяются, оставляя за собой пустоты в скале. В процессе исследования плато Меридиана выделились несколько доказательств, указывающих на засушливый климат, существовавший несколько миллиардов лет назад, а также о наличии жидкой воды на поверхности Марса, по крайней мере существовавшей некоторое время.

## Кратеры, находящиеся наплато Меридиана
- Эйри — кратер имеет диаметр 40 км, марсоход «Оппортьюнити» находился в 375 км к юго-западу от него.
  - Эйри-0 — кратер находится внутри кратера Эйри.
- Арго — посещён марсоходом «Оппортьюнити».
- Бигль — посещён марсоходом «Оппортьюнити».
- Бер.
- Игл — 22-метровый кратер, место посадки марсохода «Оппортьюнити».
- Индевор — кратер 22 км в диаметре, посещён марсоходом «Оппортьюнити».
- Эмма Дин — посещён марсоходом «Оппортьюнити».
- Выносливость — посещён марсоходом «Оппортьюнити».
- Эребус — посещён марсоходом «Оппортьюнити».
- Медлер.
- Санта-Мария — посещён марсоходом «Оппортьюнити».
- Виктория — кратер 750 метров в диаметре, посещён марсоходом «Оппортьюнити».
- Восток — посещён марсоходом «Оппортьюнити».
- Натуралист — посещён марсоходом «Оппортьюнити».